# Чавдарски чети в Народна република България
Чавдарските чети в Народна република България са бивши детски организации, в които членуват децата от І до ІІІ клас в началния училищен курс (на възраст от 6 до 10 години), в Народна република България.
Участниците в чавдарските чети се наричат „чавдарчета“ (ед. ч. – „чавдарче“). Дейността на чавдарските чети се ръководи от класните ръководители на децата, ДПО „Септемврийче“ и структурите за работа с деца на градските комитети на БКП по места. Основната цел на организацията е възпитание на децата в дух на патриотизъм и вярност към идеалите на комунизма, БКП и СССР.
От ІV до VІІІ клас децата членуват в Димитровска пионерска организация „Септемврийче“ - пионерската организация на НРБ, а средношколците, войниците, студентите, младите работници и служители – в ДКМС (Комсомола).

## Патрон и символи
Патрон на организацията е Чавдар войвода, който според народната легенда е бил „крило (закрилник) за клети сиромаси“. Символите на чавдарските чети са:
- синя връзка, която всяко чавдарче задължително носи на врата всеки ден. Тя се връзва на чавдарчето няколко седмици след постъпването му в първи клас, на тържествена церемония, често пред паметник на борци срещу османското владичество.
- значка с жълто лъвче с факел на зелен фон и надпис „Чавдарче“, която се носи на връхната дреха. Значката задължително се носи на празници и тържествени церемонии, а в останалите дни – по желание.
- бяло калпаче със зелено дъно и жълто лъвче отпред, реплика и аналог на калпаците на българските опълченци, носи се само на празници и тържествени церемонии.
- зелено знаме с извезан златен лъв, надпис „Чета Чавдар“ и жълти ресни по края, реплика и аналог на знамената на въстаниците срещу османското владичество. Знамето се съхранява в училището и се изнася само на празници и тържествени церемонии.

- Чавдарска връзка
- Чавдарска значка
- Чавдарска шапка (калпак)
- Чавдарчета на фона на Дом-паметника на партията „Бузлуджа“
- Чавдарско знаме – гръб
- Чавдарчета (със сини връзки) и пионери (с червени връзки) на манифестация във Варна

## Правила на чавдарчето
| „                       | - Чавдарчето родината свободна обича като своя майка родна. - Чавдарчето труда обича, на помощ първо се притича. - Малките чавдарчета са добри другарчета. - Чавдарчето е весело дете, играе, пее, учи се, чете. - Чавдарчето учтиво поздравява, то възрастните хора уважава. - Чавдарчето е примерно в къщи и в клас, то помни: „Пионер ще стана аз“ | “ |
| Из книжка на Чавдарчето | |   |

## Чавдарци-партизани
Преди Деветосептемврийския преврат Чавдар войвода е патрон на партизанска бригада „Чавдар“ (София). Командир на бригадата е Добри Джуров, пълномощник на Окръжния комитет на БКП за бригадата е Тодор Живков, партизани в нея са Димитър Станишев, Йордан Йотов и други. След завземането на властта повечето „чавдарци“ заемат висши ръководни постове в Народна република България и участват в нейното управление до Ноемврийския пленум на ЦК на БКП от 1989 г.